# Stilla paucicostata
Stilla paucicostata är en snäckart som beskrevs av Powell 1937. Stilla paucicostata ingår i släktet Stilla och familjen kägelsnäckor. Inga underarter finns listade i Catalogue of Life.